# Ray Thomas
Ray Thomas (29. prosince 1941 – 4. ledna 2018) byl anglický hudebník. V roce 1964 spoluzaložil skupinu The Moody Blues, v níž hrál do roku 2002, kdy kvůli nemoci odešel. Během dočasného přerušení činnosti kapely v sedmdesátých letech Thomas vydal dvě sólová alba – From Mighty Oaks (1975) a Hopes, Wishes and Dreams (1976). V září 2013 mu byl diagnostikován karcinom prostaty. Nemoci v lednu 2018 ve věku 76 let podlehl.